# Perlerfik
Perlerfik [ˌpɜˈɬːɜfːik] (nach alter Rechtschreibung Perdlerfik) ist eine wüst gefallene grönländische Siedlung im Distrikt Uummannaq in der Avannaata Kommunia.

## Lage
Perlerfik liegt am Südufer des Perlerfiup Kangerlua relativ nah am Quellgletscher Perlerfiup Sermia. 18 km nördlich befindet sich Maamorilik. Der nächste bewohnte Ort ist Ukkusissat 30 km westnordwestlich.

## Geschichte
Perlerfik war bereits im 19. Jahrhundert zeitweise bewohnt. Um 1835 fiel so viel Schnee, dass die Bewohner weder auf Jagd gehen konnten, noch den Ort verlassen konnten und somit verhungerten, wodurch der Ortsname zustande kam. Nur drei Bewohner überlebten. Perlerfik wurde 1906 von einer Familie aus Appat neu besiedelt. Ab 1911 gehörte der Ort zur Gemeinde Ukkusissat. 1915 lebten vierzehn Personen am Wohnplatz, die in zwei Häusern wohnten. Unter ihnen waren drei Jäger. Die einzigen beiden Kinder im Ort wurden von ihrem Vater unterrichtet. 1924 wurde der Ort wieder aufgegeben.